# Matteo Moschetti
Matteo Moschetti (Milán, 14 de agosto de 1996) es un ciclista italiano miembro del equipo Q36.5 Pro Cycling Team. En su primer año como profesional logró su primera victoria al imponerse en la primera etapa del Tour de Antalya y repetir victoria en la cuarta etapa de la misma carrera.
Tras grandes resultados en su primera temporada como profesional, consiguió firmar un contrato de dos años con el equipo Trek-Segafredo de categoría UCI WorldTeam a partir de la temporada 2019.

## Palmarés
2018
- 2 etapas del Tour de Antalya
- Gran Premio Internacional de Rodas
- 1 etapa de la Vuelta a Rodas
- 2 etapas del Tour de Normandía
- ZLM Tour
- 1 etapa de la Vuelta a Burgos
- 1 etapa del Tour de Hungría

2020
- 2 trofeos de la Challenge a Mallorca (Trofeo Las Salinas-Felanich y Trofeo Playa de Palma-Palma)

2021
- Per sempre Alfredo

2022
- 1 etapa de la Vuelta a la Comunidad Valenciana
- 1 etapa del Tour de Grecia

2023
- Clásica de Almería
- Gran Premio de Isbergues

2025
- 1 etapa del AlUla Tour
- Gran Premio Criquielion
- 2 etapas del Tour de Grecia
- 1 etapa de la Vuelta a Burgos

## Resultados en Grandes Vueltas
| Carrera | Carrera         | 2018 | 2019 | 2020  | 2021  | 2022 | 2023 | 2024 | 2025  |
| ------- | --------------- | ---- | ---- | ----- | ----- | ---- | ---- | ---- | ----- |
|         | Giro de Italia  | —    | Ab.  | —     | 141.º | —    | —    | —    | 152.º |
|         | Tour de Francia | —    | —    | —     | —     | —    | —    | —    | —     |
|         | Vuelta a España | —    | —    | F. c. | —     | —    | —    | —    | —     |

—: no participa

Ab.: abandono

F. c.: fuera de control